# Rdzeń (językoznawstwo)
Rdzeń (pierwiastek; por. ang. root) – główny morfem wyrazu, który pozostaje po oddzieleniu od niego afiksów.
Na przykład w wyrazie przedszkolny rdzeniem jest fragment -szkol-. Jest w nim też obecny prefiks (przedrostek) przed- oraz sufiksy (przyrostki): słowotwórczy – n (tworzący przymiotniki) i fleksyjny (zwany też końcówką fleksyjną) – y. Rdzeń nie musi odpowiadać wolno stojącemu wyrazowi.
Istnieją wyrazy, które składają się z więcej niż jednego rdzenia – nazywa się je złożeniami. Np. wyraz szkolno-wychowawczy oparty jest na dwóch rdzeniach: szkol- oraz -chow-.
Rdzeń nie zawsze jest tożsamy z tematem słowotwórczym. Na przykład w wyrazie przymrozek wyróżnia się rdzeń -mroz-, tematem słowotwórczym jest zaś cząstka przymroz-.